# 褐梅鯛
褐梅鯛，又稱烏尾鮗，俗名烏尾冬仔，亦称「 石青 」，硬骨鱼纲 梅鲷科。為輻鰭魚綱鱸形目烏尾鮗科的其中一個種。

## 分布
本魚分布於印度西太平洋區，包括紅海、東非、馬達加斯加、模里西斯、塞席爾群島、波斯灣、馬爾地夫、斯里蘭卡、印度、安達曼海、緬甸、泰國、馬來西亞、印尼、越南、台灣、中國、日本、菲律賓、新幾內亞、新喀里多尼亞、澳洲、所羅門群島、密克羅尼西亞、馬里亞納群島、馬紹爾群島、斐濟群島、諾魯、萬納杜、吐瓦魯、薩摩亞群島、東加、吉里巴斯、夏威夷群島、社會群島等海域。

## 深度
属于暖水性中上层鱼类。其常栖息于沿岸岩石或珊瑚礁附近水域。水深5至50公尺。

## 特徵
本魚体侧扁，呈椭圆形，长约 20 ~ 25厘米。體背及體側灰藍色，腹部則近乎白色，其特徵乃在側線上有一寬的黃色縱帶自頭部延伸至尾柄末端，尾鰭深分叉且上下葉上各有一前寬後窄的黑帶。背鰭的第三硬棘最長，使得背鰭前方看起來特別尖突。背鰭硬棘10枚、軟條14至16枚；臀鰭硬棘3枚、軟條12至13枚。體長可達35公分。

## 生態
本魚棲息在較深的礁湖或礁坡外緣。常成群在礁區游蕩，屬肉食性，以動物性浮游生物為食。

## 經濟利用
為美味的食用魚，可鹽醃或紅燒。